# 라디오 데이즈
《라디오 데이즈》(영어: Radio Days)는 1987년 개봉한 미국의 코미디 드라마 영화이다. 우디 앨런이 감독과 각본을 맡았다.
1988년 제60회 아카데미상에서 각본상과 미술 감독상 후보에 올랐다.

## 줄거리
이 영화는 우디 앨런 자신이 목소리를 연기한 가상의 조가 내레이션을 맡는다. 조는 두 명의 강도가 주택 강도 중에 걸려온 무작위 전화를 받아 라디오 게임 쇼에 참여하게 된 이야기를 시작한다. 강도들은 집을 약탈했지만, 거주자들은 게임 쇼에서 상품을 탔다. 그는 이어서 오래된 라디오 노래가 어린 시절의 추억과 연관되어 있다고 설명한다.
1930년대 후반부터 1940년대 초반까지 어린 조는 록어웨이 비치에서 소박한 유대계 미국인 가족과 함께 살았다. 그의 어머니는 항상 아이린과 로저의 아침 식사를 들었다. 그의 아버지는 직업을 비밀로 했다. 조는 나중에 아버지가 택시 운전사인 것을 부끄러워한다는 것을 알게 된다. 다른 가족 구성원으로는 에이브 삼촌과 실 이모, 할아버지와 할머니, 그리고 비 이모가 있었다. 비 이모는 연쇄 데이트를 즐기는 사람이었고, 항상 잠재적인 남편을 찾았지만 너무 까다롭거나 유부남과 데이트를 했다.
조가 가장 좋아하는 라디오 쇼는 '가면 쓴 복수자'였다. 이 쇼는 그에게 비밀 해독 반지를 사고 싶은 꿈을 꾸게 했다. 조의 환상 속에서 가면 쓴 복수자는 영웅처럼 보였지만, 실제로는 목소리 배우는 키가 작고 대머리였다. 다른 라디오 추억으로는 스포츠 영웅에 대한 이야기, 제2차 세계 대전에 대한 뉴스 속보, 화성 침공 보고 (1938년 실제 라디오 방송과 유사), 그리고 우물에 빠진 어린 소녀를 찾는 실시간 보고 (캐시 피스커스와 플로이드 콜린스의 실제 사건과 유사)가 있다.
학교 친구들과 함께 조는 지역 건물 꼭대기에서 독일 항공기를 찾고 있었지만, 대신 침실에서 옷을 벗고 있는 여자를 보았다. 그녀는 나중에 그들의 대체 교사로 밝혀졌다. 해변에서 혼자 있던 조는 독일 U보트를 보았지만, 아무도 믿지 않을 것이라 생각하여 말하지 않기로 결정했다.
조는 라디오 방송이 제작되는 맨해튼의 화려함에 매료되었다. 그는 라디오 시티 뮤직 홀을 방문했고, 그곳을 자신이 본 것 중 가장 아름다운 것이라고 묘사했다.
조는 샐리 화이트의 이야기를 포함하여 라디오 스타들의 이야기를 수집했다. 샐리는 날카로운 목소리와 브루클린 액센트 때문에 유명해지려는 꿈을 방해받았다. 시가 판매원부터 시작하여, 그녀는 아이린을 속이고 있던 로저와 함께 라디오 건물 옥상에 갇혔다. 그녀가 범죄를 목격한 후 갱스터 로코는 그녀를 죽이려 했지만, 어머니의 조언을 따른 후 그는 자신의 인맥을 이용하여 그녀의 경력을 발전시켰다. 그녀는 발성 수업을 듣고 마침내 유명인 가십 기자가 되었다.
새해 전야에 조는 1944년으로 넘어가는 것을 기념하기 위해 방에서 내려왔다. 동시에 라디오 스타들은 그들의 건물 옥상에 모였다. 내레이터는 새해 전야가 지날 때마다 점점 더 희미해지는 것처럼 보이지만, 그 라디오 목소리들을 결코 잊지 않을 것이라고 결론 내린다.

## 출연진
- 우디 앨런
- 하이 앤젤
- 세스 그린
- 대니 아이엘로
- 제프 대니얼스
- 래리 데이비드
- 미아 패로
- 토드 필드
- 키티 칼라일
- 폴 허먼
- 줄리 캐브너
- 다이앤 키턴
- 러네이 리핀
- 주디스 멀리나
- 케네스 마스
- 조시 모스텔
- 돈 파도
- 토니 로버츠
- 마틴 로젠블랫
- 리베카 셰이퍼
- 월리스 숀
- 마이크 스타
- 마이클 터커
- 데이비드 워릴로
- 리처드 포트노
- 윌리엄 H. 메이시
- 케네스 웰시
- 다이앤 위스트
- 로버트 조이
- 대니엘 펄런드
- 티토 프웬테이

## 기타 제작진
- 협력 제작: 게일 시실리아, 에즈라 스워들로
- 배역: 줄리엣 테일러
- 미술: 산토 로콰스토
- 의상: 제프리 컬런드